# Резвов, Александр Васильевич
Алекса́ндр Васи́льевич Ре́звов (6 ноября 1922, с. Большие Озеренцы, Венёвский уезд, Тульская губерния, РСФСР — 7 сентября 2006, Екатеринбург) — советский лыжник, выступавший на всесоюзном уровне в середине 1940-х — начале 1960-х годов. Бронзовый призёр чемпионата СССР, многократный чемпион и призёр первенств Вооружённых Сил, представитель свердловского СКА, мастер спорта СССР по лыжным гонкам. Полковник, участник Великой Отечественной войны, преподаватель екатеринбургских военных ВУЗов.

## Биография
Родился 6 ноября 1922 года в селе Большие Озеренцы Венёвского уезда Тульской губернии.
В 1941 году призван в ряды РККА Венёвским районным военным комиссариатом. Участвовал в Великой Отечественной войне, был пулемётчиком в лыжном отряде 268-го отдельного пулемётно-артиллерийского батальона, воевал на Западном фронте, участник боёв за Новгород и Старую Руссу. В марте 1942 года получил тяжёлое ранение, комиссован в звании лейтенанта. Награждён орденом Отечественной войны I степени (06.04.1985), медалями «За отвагу» (06.08.1946), «За боевые заслуги» (19.11.1951), «За победу над Германией в Великой Отечественной войне 1941—1945 гг.» и др.
По окончании войны переехал на постоянное жительство в город Свердловск, где командовал спортротой Уральского военного округа. Присоединился к лыжной команде СКА и начал регулярно принимать участие в различных соревнованиях по лыжным гонкам. Наибольшего успеха в своей спортивной карьере добился в сезоне 1950 года, когда вошёл в основной состав сборной команды Вооружённых Сил и побывал на чемпионате СССР в Златоусте, откуда привёз награду бронзового достоинства, выигранную совместно с Георгием Булочкиным, Павлом Шигановым и Николаем Соболевым в беге патрулей на 30 км.
В общей сложности оставался действующим спортсменом в течение семнадцати лет, продолжая выступать на всесоюзном уровне, закончил карьеру лыжника лишь в 1962 году. На протяжении всей спортивной карьеры вёл личный дневник, по данным этого дневника, пробежал на лыжах в ходе тренировок и соревнований более 196 тыс. километров. За выдающиеся спортивные достижения удостоен звания «Мастер спорта СССР» по лыжным гонкам.
После завершения спортивной карьеры начиная с 1967 года работал старшим преподавателем на кафедре физической подготовки и спорта в Свердловском высшем военно-политическом танко-артиллерийском училище (со дня основания этого учебного заведения). После расформирования СВВПТАУ до конца жизни работал преподавателем на кафедре физподготовки в Екатеринбургском высшем артиллерийском командном училище. Как тренер подготовил более тридцати мастеров спорта.
Известен как общественный деятель, спортивный функционер, организатор множества спортивных мероприятий и соревнований разного уровня. Регулярно принимал участие в соревнованиях по лыжному спорту в качестве судьи, имел звание судьи всесоюзной категории. Имеет среди наград ордена и медали, награждён почётным знаком «За заслуги в развитии физической культуры и спорта».
Умер 7 сентября 2006 года в Екатеринбурге в возрасте 83 лет. Похоронен на Сибирском кладбище.